# Adam Koets

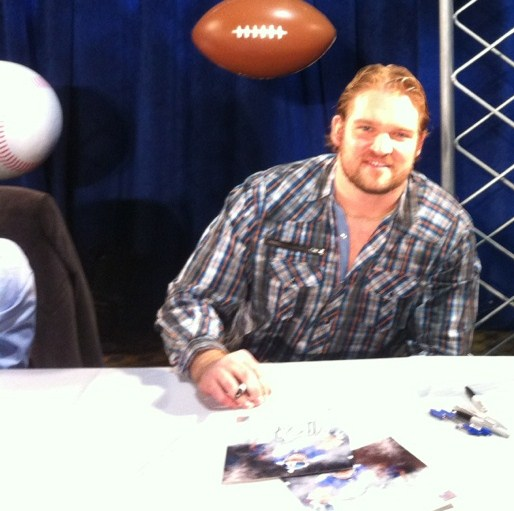

Adam Koets (7 de janeiro de 1984, Santa Ana, Califórnia) é um jogador profissional de futebol americano estadunidense que foi campeão da temporada de 2007 da National Football League jogando pelo New York Giants.